# Solsona (Ilocos Nord)
Solsona és un municipi de la província d'Ilocos Nord, a la regió filipina d'Ilocos. Segons les dades del cens de l'any 2007 té una població de 22.202 habitants distribuïts en una superfície de 166,23 km².
Solsona està políticament subdividida en 22 barangays.
| - Aguitap - Bagbag - Bagbago - Barcelona - Bubuos - Capurictan - Catangraran - Darasdas - Juan (Pob.) - Laureta (Pob.) - Lipay | - Maananteng - Manalpac - Mariquet - Nagpatpatan - Nalasin - Puttao - San Juan - San Julian - Santa Ana - Santiago - Talugtog |